# Blacha stalowa powlekana
Blachy stalowe powlekane - bardzo popularne ze względu na stosunkowo niską cenę, a przy tym estetykę i trwałość materiałów. Zastosowanie specjalnych przetłoczeń sprawia, że przypominają dachówki (blachodachówki), w przeciwieństwie do nich są jednak bardzo lekkie. Mogą być pokryte nawet kilkunastoma warstwami powłok antykorozyjnych. Poziom trwałości, odporności na uszkodzenia  mechaniczne oraz  cena zależą od typu ostatniej warstwy, która może być wykonana z żywicy poliestrowej, polichlorku winylu lub poliuretanu z dodatkiem poliamidu. Wielką zaletą blach powlekanych jest ich uniwersalność, co oznacza, że nadają się do krycie dachów o nachyleniu od 5° do 90°. Blachodachówki są łatwe w montażu zwłaszcza na dachach płaskich i dwuspadowych, gdy stosuje się wielkoformatowe panele sięgające od okapu do kalenicy szerokości 80-120 cm i długość do 15 m. Dostępne są także elementy drobnowymiarowe sprawdzające się na dachach wielopołaciowych lub z dużą liczbą lukarn. Oba systemy mocuje się do łat. Masa dobrze ułożonego pokrycia zwykle nie przekracza 15 kg/m², a jego trwałość to przynajmniej 50 lat.